# Halobaena caerulea

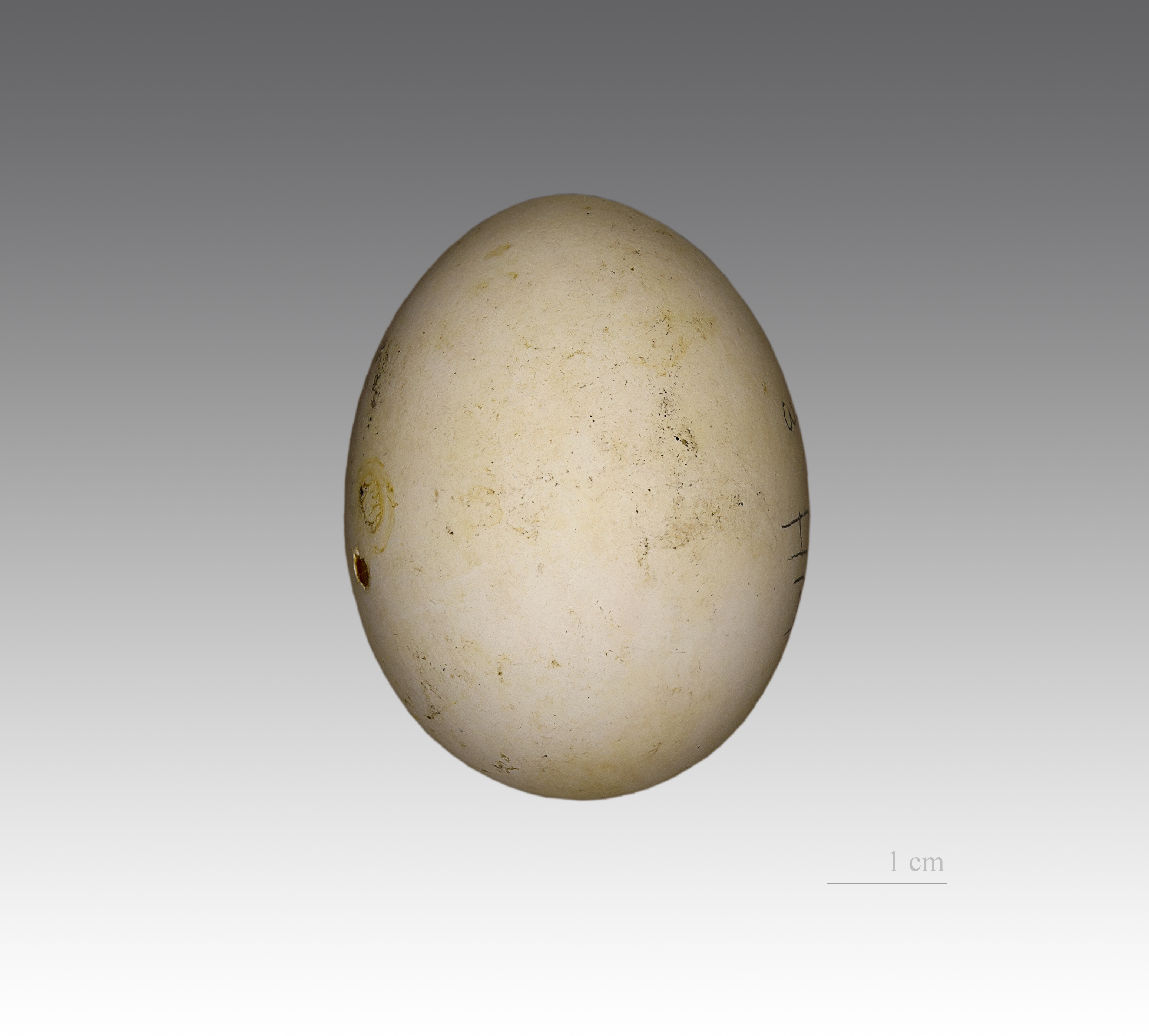
Halobaena caerulea

Halobaena caerulea là một loài chim trong họ Procellariidae.